# Джустолизи, Альберто
Альберто Марио Джустолизи (итал. Alberto Mario Giustolisi; 17 марта 1928, Рим — 27 февраля 1990, Дженцано-ди-Рома) — итальянский шахматист, международный мастер (1962).
Четырёхкратный чемпион Италии: 1952 (совместно с В. Кастальди и Ф. Норча), 1961, 1964 и 1966.
В составе национальной сборной участник двух шахматных олимпиад (1950 и 1968) и пяти Кубков Клары Бенедикт (1953, 1958—1961).
Победитель турнира в Реджо-Эмилии (1961 / 62).